# Random forest
Random forest (англ. випадковий ліс) — ансамблевий метод машинного навчання для класифікації, регресії та інших завдань, який працює за допомогою побудови численних дерев прийняття рішень під час тренування моделі й продукує моду для класів (класифікацій) або усереднений прогноз (регресія) побудованих дерев. Недоліком є схильність до перенавчання.
Розширення алгоритму було запропоновано Лео Брейманом і Аделем Катлером, «Random Forests» є їхньою торговою маркою. Алгоритм поєднує в собі дві основні ідеї: метод беггінга Бреймана і метод випадкових підпросторів, запропонованийТін Кам Хо.

## Алгоритм навчання класифікатора
Нехай навчальна вибірка складається з N прикладів, розмірність простору ознак дорівнює M,
і заданий параметр m (в задачах класифікації зазвичай {\displaystyle m\approx {\sqrt {M}}}).
Усі дерева комітету будуються незалежно один від одного за такою процедурою:
1. Згенеруємо випадкову підвибірку з повторенням розміром n з навчальної вибірки. (Таким чином, деякі приклади потраплять в неї кілька разів, а приблизно N/3 прикладів не ввійдуть у неї взагалі).
2. Далі випадково обиремо m предикторів (ознак) із М.
3. Побудуємо дерево рішень, яке класифікує приклади даної підвибірки, причому в ході створення чергового вузла дерева будемо вибирати ознаку, на основі якої проводиться розбиття, не з усіх M ознак, а лише з m випадково вибраних. Вибір найкращого з цих m ознак може здійснюватися різними способами. В оригінальному коді Брейман використовується критерій Джині, що застосовується також в алгоритмі побудови вирішальних дерев CART. У деяких реалізаціях алгоритму замість нього використовується критерій приросту інформації[en].[3]
4. Розділимо ознаку Х на два класи, Xі {\displaystyle \geq } Sі та Xі < Sі.
5. Виміряємо гомогенність у двох нових класах за допомогую критерію Джині.
6. Оберемо таке значення «спліт-поінту» Sі ознаки Х, для якого досягнуто максимальної гомогенності класу.
7. Дерево будується до повного вичерпання підвибірки і не піддається процедурі відсікання[en] (на відміну від дерев рішень, побудованих за таким алгоритмам, як CART або C4.5).
8. Повертаємося до пункту 1. генеруємо нову вибірку і повторюємо пункти 2. — 4. будуючи наступне дерево. Чим більше дерев побудовано, тим меншою буде помилка класифікатора на тестовій вибірці.[4]

Класифікація об'єктів проводиться шляхом голосування: кожне дерево комітету відносить об'єкт, який класифікується до одного з класів, і перемагає клас, за який проголосувало найбільше число дерев.
Оптимальне число дерев підбирається таким чином, щоб мінімізувати помилку класифікатора на тестовій вибірці. У разі її відсутності, мінімізується оцінка помилки out-of-bag: частка прикладів навчальної вибірки, неправильно класифікованих комітетом, якщо не враховувати голоси дерев на прикладах, що входять в їх власну навчальну підвибірку.

## Оцінка важливості змінних
Випадкові ліси, отримані в результаті застосування технік, описаних раніше, можуть бути природним чином використані для оцінки важливості змінних в задачах регресії та класифікації. Наступний спосіб такої оцінки був описаний Breiman.
Перший крок в оцінці важливості змінної в тренувальному наборі — тренування випадкового лісу на цьому наборі. Під час процесу побудови моделі для кожного елемента тренувального набору вважається так звана out-of-bag — помилка. Потім для кожної сутності така помилка опосередковується по всьому випадковому лісі.
Для того, щоб оцінити важливість {\displaystyle j} -ого параметра після тренування, значення {\displaystyle j}-ого параметра перемішуються для всіх записів тренувального набору та out-of-bag — помилка рахується знову. Важливість параметра оцінюється шляхом усереднення по всіх деревах різниці показників out-of-bag — помилок до і після перемішування значень. При цьому значення таких помилок нормалізуються на стандартне відхилення.
Параметри вибірки, які дають більші значення, вважаються більш важливими для тренувального набору. Метод має наступний потенційний недолік — для категоріальних змінних з великою кількістю значень метод схильний вважати такі змінні більш важливими. Часткове переваження значень в цьому випадку може знижувати вплив цього ефекту. Якщо дані містять групи корельованих ознак, що мають подібне значення для результату, то більш дрібні групи мають переваги над більшими групами.

## Переваги
- Здатність ефективно обробляти дані з великим числом ознак і класів.
- Нечутливість до масштабування (і взагалі до будь-яких монотонних перетворень) значень ознак.
- Однаково добре обробляються як безперервні, так і дискретні ознаки. Існують методи побудови дерев за даними з пропущеними значеннями ознак.
- Існують методи оцінювання значущості окремих ознак в моделі.
- Внутрішня оцінка здатності моделі до узагальнення (тест out-of-bag).
- Здатність працювати паралельно в багато потоків.

## Недоліки
- Алгоритм схильний до перенавчання на деяких завданнях, особливо з великою кількістю шумів.[8]
- Великий розмір отримуваних моделей. Потрібно {\displaystyle O(NK)} пам'яті для зберігання моделі, де {\displaystyle K} — число дерев.

## Реалізації
- Авторська реалізація [Архівовано 25 лютого 2021 у Wayback Machine.] Брейман і Катлер на мові Fortran77
- Пакет randomForest [Архівовано 8 березня 2021 у Wayback Machine.] для R — портована версія оригінального авторського коду в R
- Пакет party [Архівовано 24 лютого 2021 у Wayback Machine.] для  R, містить модифікацію алгоритму
- Існують реалізації алгоритму в системах Weka і RapidMiner[en]
- FastRandomForest [Архівовано 24 грудня 2014 у Wayback Machine.]